# Harpstedt-Nienburger Gruppe

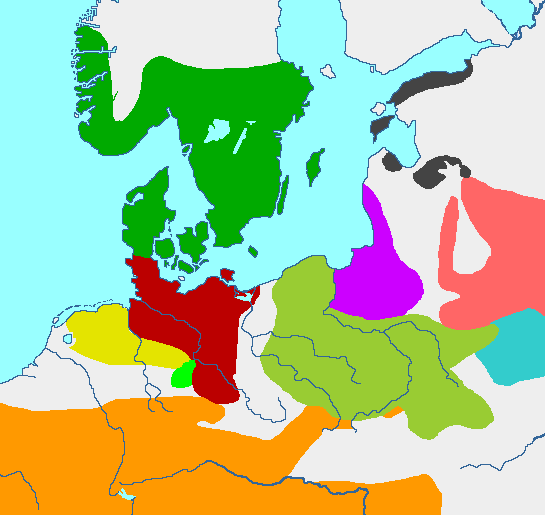
Frühe Eisenzeit:
frühe nordische Eisenzeit
Jastorfkultur
Harpstedt-Nienburger Gruppe
keltische Gruppen
pommerellische Gesichtsurnenkultur
Hausurnenkultur
ostbaltische Waldzonenkulturen
westbaltische Hügelgräberkulturen
Milogrady-Kultur
estnische Gruppe

Der Harpstedt-Nienburger Gruppe werden einige eisenzeitliche archäologische Funde aus dem nordwestdeutschen Geestgürtel zwischen Ems und unterer Mittelelbe zugeordnet mit Schwerpunkt im Bereich der Mittelweser. Die Benennung ist nach dem ersten Fundort von Keramik des Nienburger Typs in Nienburg-Erichshagen erfolgt, wo die ersten Funde bereits im 19. Jahrhundert in einem Grabhügelfeld gemacht wurden. Die Harpstedt-Nienburger Gruppe nahm eine Mittelstellung zwischen dem – in der Latènezeit keltischen – südlichen Mitteleuropa und der nordöstlich zwischen Weser- und Odermündung sich erstreckenden Jastorfkultur ein.
Im Süden gab es schon Züge einer Hochkultur mit stadtartigen Siedlungen (so genannten Oppida) mit einer reichen Oberschicht und intensiven Kontakten zum Mittelmeerraum. Dagegen zeigt die Harpstedt-Nienburger Gruppe gegenüber der Bronzezeit nur wenig Veränderungen, eher karge materielle Verhältnisse, nur geringe Zeichen sozialer Differenzierung, und wird als frühe Stufe germanischer Kultur angesehen.

## Beschreibung
Die Funde der Harpstedt-Nienburger-Gruppe sind sowohl räumlich als auch zeitlich uneinheitlich. Wegen der regionalen Unterschiede wird auch zwischen einer Ems-Hunte-Gruppe im Westen und einer Nienburger Gruppe im Osten unterschieden. Herausragend ist der Unterschied der Hausformen: Im westlichen Bereich waren zweischiffige Häuser üblich, im östlichen wie auch weiter nördlich das dreischiffige Langhaus, das Jahrhunderte später zum Fachhallenhaus weiterentwickelt wurde. In zweischiffigen wie dreischiffigen Häusern wohnten Menschen und Tiere unter einem Dach (Wohnstallhaus). Die einfachen Gehöfte waren als Streusiedlungen über das Land verteilt, eine Siedlungsstruktur, die sich westlich der Weser bis in die Gegenwart erhalten hat.
Die zeitliche Entwicklung betrifft zum einen die in der Hallstattzeit geringen und in der Latènezeit stärkeren Einflüsse aus dem Süden. Im 3. Jahrhundert vor Chr. wurden im südlichen Randbereich der Harpstedt-Nienburger Gruppe erneut Wallanlagen gebaut.
Zum anderen änderte sich der Totenkult. In der gesamten Kultur wurden Tote üblicherweise verbrannt. In der frühen und älteren Eisenzeit wurde die Asche in Urnen aufbewahrt und diese auf Gräberfeldern bestattet, die schon in der Bronzezeit diesem Zweck dienten. Später wurden die Toten an anderen Orten auf einem Scheiterhaufen verbrannt und der Ort der Verbrennung anschließend mit einem Grabhügel bedeckt. Eisenzeitliche Grabhügel dieser Gegend sind allerdings deutlich kleiner als in anderen Regionen.

## Keramik

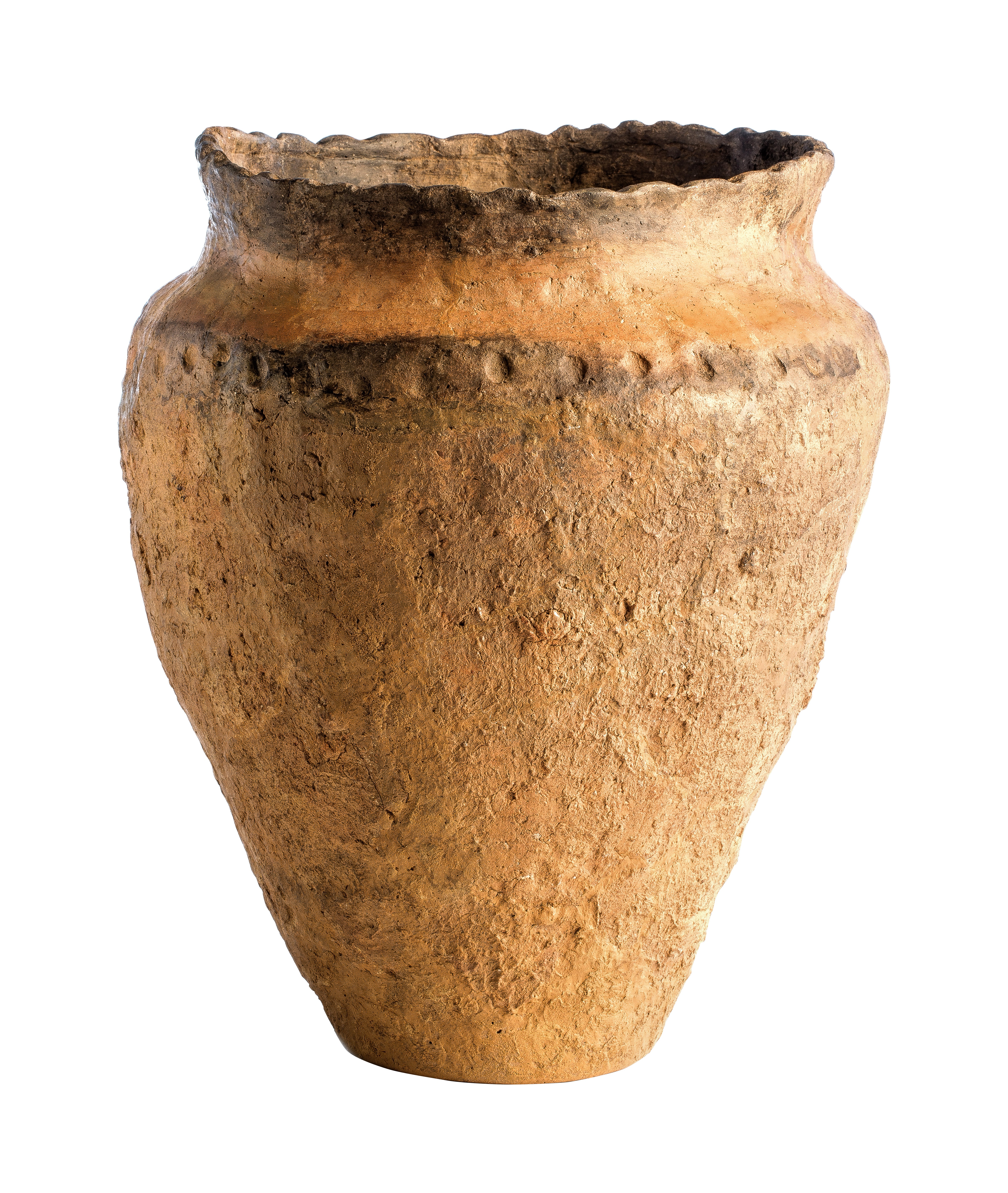
Harpstedter Rautopf, 800 – 600 v. Chr., gefunden in Neerpelt

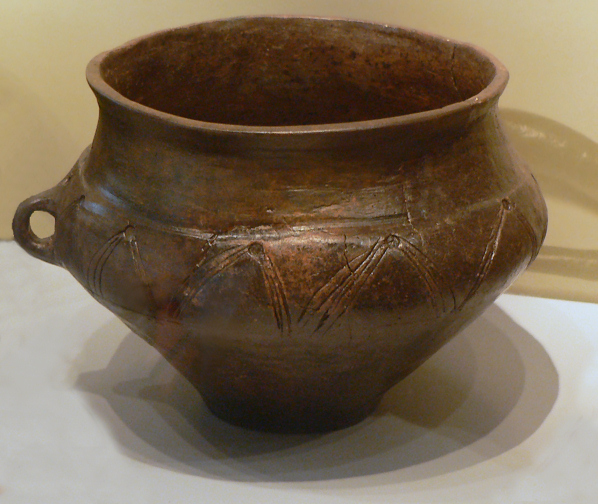
Nienburger Tasse aus Mehlbergen

Bei der Harpstedt-Nienburger Gruppe bildete sich der keramische Formenkreis des Nienburger Typs heraus. Dabei gilt die Nienburger Tasse als Leitform deren typische Formen weitmündige glatte Gefäße mit einem kurzen Hals und reichlicher Verzierung der Gefäßschulter sind. Ein weiterer kennzeichnender Gefäßtyp der Harpstedt-Nienburger Gruppe ist der Harpstedter Rauhtopf, der nach einem Fundort in Harpstedt im Landkreis Oldenburg benannt ist.

### Archäologische Fundstellen
Archäologische Fundstellen von Keramik der Nienburger Gruppe sind:
- Erichshagen bei Nienburg in einem Grabhügelfeld als erstem Fundort der Nienburger Tasse
- Urnengräberfeld von Wenden, um 1930 ausgegrabenes Urnengräberfeld mit rund 130 Bestattungen
- Otersen, um 1930 entdeckte Hügelgräberfeld mit 34 gefundenen Urnen
- Urnengräberfeld Hohnhorst, 2011 ausgegrabenes Urnengräberfeld mit rund 350 Bestattungen
- Eisenzeitliche Siedlung bei Bantorf, 2011 ausgegrabener Siedlungsplatz
- Ur- und frühgeschichtlicher Siedlungsplatz Lemke, 2019 und 2020 drei Keramikfragmente einer Nienburger Tasse

## Sprache
Von den Befürwortern der umstrittenen Nordwestblock-Theorie wird dem Gebiet der Harpstedt-Nienburger Gruppe eine oder mehrere eigene Sprachen zugeordnet, die erst im letzten Jahrhundert vor der Zeitenwende durch eine kleine germanische Oberschicht germanisiert wurde. Sie nehmen damit im Gegensatz zur herrschenden Ansicht eine dritte indogermanische Kultur im nördlichen Europa an. Sie kann keiner anderen Untersprachfamilie zugeordnet werden, allerdings gibt es in einem kleinen Teil des Gebiets venetisch klingende Ortsnamen, so dass eine Verwandtschaft zum Venetischen als am wenigsten unwahrscheinliche Verbindung gilt.